# يوهانس ليمينا
يوهانس ليمينا (بالإندونيسية: Johannes Leimena)‏ (5 مارس 1905 - 29 مارس 1977) كان نائب رئيس وزراء إندونيسيا من عام 1957 إلى عام 1966، وشغل منصب وزير الصحة في عهد الرئيس سوكارنو من 1946 إلى 1956. هو مسيحي أسس الحزب المسيحي الإندونيسي في عام 1950. في أعقاب محاولة الانقلاب عام 1965 لحركة 30 سبتمبر والمرتبطة بسقوط سوكارنو، كان السياسي الوحيد الذي لم ينأى بنفسه عن رئيس الدولة السابق.

## بطل وطني
تكريما لخدماته، منحت الحكومة الإندونيسية من خلال المرسوم الرئاسي رقم 52 في عام 2010 لقب بطل وطني.

## روابط خارجية
- يوهانس ليمينا على موقع مونزينجر (الألمانية)